# Station Bellahøj
Station Bellahøj er en dansk politistation i Danmark i politikredsen Københavns Politi. Politistationen er beliggende på Borups Allé 266 i København nord-vest. 
Politistationen blev kendt for befolkningen i 2006, da TV2 viste fiktions tv-serien Anna Pihl.
Station Bellahøj er en af Københavns Politis tre største politistationer, sammen med Station City beliggende på Halmtorvet og Station Amager. 
Der har i TV2's kriminalmagasin Station 2, flere gange været vist klip fra stationen. TV magasinet har over flere programmer haft fokus på stationens specielle taskforce "Indbrud", som har opereret i det indre København.